# 第7回日本レコード大賞
第7回日本レコード大賞（だいななかいにほんレコードたいしょう）は、1965年（昭和40年）12月25日に神田共立講堂で行われた、7回目の『日本レコード大賞』である。

## 概要
第7回の大賞は、美空ひばりの「柔」に決定した。美空ひばりは初の受賞。
この年は、前年の大賞だった「愛と死をみつめて」と同様に、「かえしておくれ今すぐに」や「ヨイトマケの唄」といった「社会派流行歌」があったが、両曲ともに第1次審査で落選した。
この年の大賞候補作品は547曲。大賞は、最終審査で美空ひばりの「柔」、橋幸夫の「あの娘と僕(スイム・スイム・スイム)」、日野てる子の「夏の日の想い出」、倍賞千恵子の「さよならはダンスの後に」、フランク永井の「妻を恋うる唄」の5曲に絞られ、この段階では「あの娘と僕(スイム・スイム・スイム)」と1票差で「柔」が最上位だった。決選投票では「柔」が17票、「あの娘と僕(スイム・スイム・スイム)」が14票で「柔」の大賞が決定した。
新人賞は、上位8組に男性はバーブ佐竹、ジャニーズ、叶修二が、女性は田代美代子、エミー・ジャクソン、水前寺清子、奥村チヨが残り、決選投票でバーブ佐竹と田代美代子に決定した。
歌唱賞は、フランク永井、越路吹雪、北島三郎、井沢八郎らから永井と越路の2人に絞られ、決選投票で19対12で越路に決定した。
童謡賞は、「マーチング・マーチ」のビクター盤とコロムビア盤の一騎討ちとなったが、天地総子の歌うコロムビア盤に決定した。
司会は第1回から担当してきた芥川隆行が降板、三木鮎郎に交代した。 神田共立講堂での開催は4年ぶり。視聴率は0.4P下落の14.2%。
今回の使用マイクロホンは、SONY C-38。
司会
三木鮎郎

## 受賞作品・受賞者一覧

### 日本レコード大賞
- 「柔」
  - 歌手:美空ひばり
  - 作詞:関沢新一
  - 作曲:古賀政男
  - 編曲:佐伯亮

### 歌唱賞
- 越路吹雪「ワン・レイニー・ナイト・イン・トーキョー」
  - 歌手:越路吹雪

### 新人賞
- バーブ佐竹（曲:「女心の唄」）
- 田代美代子（曲:「愛して愛して愛しちゃったのよ」）

### 作曲賞
- 「さよならはダンスの後に」（歌:倍賞千恵子）
  - 作曲:小川寛興

### 編曲賞
- 「ノーチェ デ・東京」（歌:金井克子）
  - 編曲:山屋清

### 作詩賞
- 「おしゃべりな真珠」（歌:伊東ゆかり）
  - 作詞:安井かずみ

### 特別賞
- 東海林太郎

### 企画賞
- 橋幸夫が歌った一連のリズム歌謡
  - 日本ビクター(株)

### 童謡賞
- 「マーチング・マーチ」
  - 歌手:天地総子/音羽ゆりかご会

## TV中継スタッフ
- プロデューサー：
- 総合演出：
- 舞台監督：
- 編成担当：
- 製作著作：TBS
- 主催：社団法人 日本作曲家協会、日本レコード大賞制定委員会、日本レコード大賞実行委員会